# Communauté de communes du Pays du Saintois
Ne doit pas être confondu avec Communauté de communes du Saintois ou Communauté de communes du Saintois au Vermois.
La communauté de communes du Pays du Saintois est une communauté de communes française, située dans le département de Meurthe-et-Moselle en région Grand Est.

## Historique
Dans le cadre des dispositions de la loi de réforme des collectivités territoriales du 16 décembre 2010, qui a prévu le renforcement et la simplification des intercommunalités et la constitution de structures intercommunales de grande taille, cette intercommunalité est créée par la fusion des trois communautés de communes du Saintois, du Mirabée et de la Pipistrelle, ainsi que l'intégration des trois communes isolées de Gerbécourt-et-Haplemont, Quevilloncourt et Houdreville par un arrêté préfectoral du 19 décembre 2012  qui a pris effet le 1er janvier 2013,,

## Territoire communautaire

### Composition
En 2023, la communauté de communes est composée des 55 communes suivantes :

| Nom                       | Code Insee | Gentilé           | Superficie (km2) | Population (dernière pop. légale) | Densité (hab./km2) |
| ------------------------- | ---------- | ----------------- | ---------------- | --------------------------------- | ------------------ |
| Tantonville (siège)       | 54513      | Tantonvillois     | 8,09             | 655 (2022)                        | 81                 |
| Affracourt                | 54005      | Affracurtiens     | 5,56             | 114 (2022)                        | 21                 |
| Autrey                    | 54032      | Altériciens       | 6,16             | 194 (2022)                        | 31                 |
| Bainville-aux-Miroirs     | 54042      | Bainvillois       | 6,76             | 289 (2022)                        | 43                 |
| Benney                    | 54062      |                   | 18,48            | 642 (2022)                        | 35                 |
| Bouzanville               | 54092      | Bouzanvillois     | 5,82             | 64 (2022)                         | 11                 |
| Bralleville               | 54094      | Brallevillois     | 4,39             | 167 (2022)                        | 38                 |
| Ceintrey                  | 54109      |                   | 11               | 911 (2022)                        | 83                 |
| Chaouilley                | 54117      | Challeysiens      | 5,12             | 113 (2022)                        | 22                 |
| Clérey-sur-Brenon         | 54132      |                   | 4,42             | 57 (2022)                         | 13                 |
| Crantenoy                 | 54142      |                   | 5,28             | 147 (2022)                        | 28                 |
| Diarville                 | 54156      | Diarvillois       | 11,03            | 465 (2022)                        | 42                 |
| Dommarie-Eulmont          | 54164      |                   | 5,52             | 79 (2022)                         | 14                 |
| Étreval                   | 54185      |                   | 2,37             | 59 (2022)                         | 25                 |
| Forcelles-Saint-Gorgon    | 54203      | Forcellois        | 5,36             | 159 (2022)                        | 30                 |
| Forcelles-sous-Gugney     | 54204      |                   | 5,37             | 89 (2022)                         | 17                 |
| Fraisnes-en-Saintois      | 54207      |                   | 6,39             | 84 (2022)                         | 13                 |
| Gerbécourt-et-Haplemont   | 54221      |                   | 5,26             | 243 (2022)                        | 46                 |
| Germonville               | 54224      | Germonvillois     | 5,21             | 130 (2022)                        | 25                 |
| Goviller                  | 54235      | Govillois         | 12,12            | 419 (2022)                        | 35                 |
| Gripport                  | 54238      | Gripportois       | 5,74             | 271 (2022)                        | 47                 |
| Gugney                    | 54241      |                   | 2,93             | 70 (2022)                         | 24                 |
| Hammeville                | 54247      |                   | 5,45             | 189 (2022)                        | 35                 |
| Haroué                    | 54252      | Craonnais         | 4,14             | 514 (2022)                        | 124                |
| Houdelmont                | 54264      | Houdelmontois     | 3,85             | 350 (2022)                        | 91                 |
| Houdreville               | 54266      | Houdrevillois     | 10,37            | 399 (2022)                        | 38                 |
| Housséville               | 54268      | Houssévillois     | 5,33             | 131 (2022)                        | 25                 |
| Jevoncourt                | 54278      | Jevoncurtiens     | 3,29             | 101 (2022)                        | 31                 |
| Lalœuf                    | 54291      | Laloviciens       | 10,88            | 301 (2022)                        | 28                 |
| Laneuveville-devant-Bayon | 54299      | Laneuvevillois    | 5,75             | 226 (2022)                        | 39                 |
| Lebeuville                | 54307      |                   | 6,22             | 149 (2022)                        | 24                 |
| Lemainville               | 54309      |                   | 4,75             | 414 (2022)                        | 87                 |
| Leménil-Mitry             | 54310      |                   | 3,43             | 2 (2022)                          | 0,58               |
| Mangonville               | 54344      |                   | 3,85             | 209 (2022)                        | 54                 |
| Neuviller-sur-Moselle     | 54399      |                   | 6,71             | 251 (2022)                        | 37                 |
| Ognéville                 | 54407      |                   | 4,12             | 91 (2022)                         | 22                 |
| Omelmont                  | 54409      |                   | 4,69             | 193 (2022)                        | 41                 |
| Ormes-et-Ville            | 54411      |                   | 12,49            | 221 (2022)                        | 18                 |
| Parey-Saint-Césaire       | 54417      |                   | 5,67             | 245 (2022)                        | 43                 |
| Praye                     | 54434      | Prayens           | 8,72             | 251 (2022)                        | 29                 |
| Quevilloncourt            | 54442      |                   | 2,92             | 96 (2022)                         | 33                 |
| Roville-devant-Bayon      | 54465      | Rovillois         | 4,43             | 746 (2022)                        | 168                |
| Saint-Firmin              | 54473      |                   | 6,67             | 290 (2022)                        | 43                 |
| Saint-Remimont            | 54486      | Saint-Remimontois | 6,79             | 325 (2022)                        | 48                 |
| Saxon-Sion                | 54497      |                   | 6,25             | 66 (2022)                         | 11                 |
| They-sous-Vaudemont       | 54516      |                   | 1,7              | 18 (2022)                         | 11                 |
| Thorey-Lyautey            | 54522      |                   | 6,19             | 122 (2022)                        | 20                 |
| Vaudémont                 | 54552      |                   | 5,76             | 70 (2022)                         | 12                 |
| Vaudeville                | 54553      |                   | 9,05             | 159 (2022)                        | 18                 |
| Vaudigny                  | 54554      | Valdigniens       | 3,94             | 82 (2022)                         | 21                 |
| Vézelise                  | 54563      | Vézelisiens       | 5,35             | 1 354 (2022)                      | 253                |
| Vitrey                    | 54587      |                   | 11,54            | 192 (2022)                        | 17                 |
| Voinémont                 | 54591      | Voinémontois      | 4,11             | 333 (2022)                        | 81                 |
| Vroncourt                 | 54592      | Vroncourtois      | 4,16             | 266 (2022)                        | 64                 |
| Xirocourt                 | 54597      | Xircurtiens       | 11,32            | 452 (2022)                        | 40                 |

### Démographie
| 1968   | 1975   | 1982   | 1990   | 1999   | 2009   | 2014   | 2020   |
| ------ | ------ | ------ | ------ | ------ | ------ | ------ | ------ |
| 11 454 | 11 078 | 11 759 | 12 105 | 12 549 | 14 107 | 14 507 | 14 259 |

## Administration

### Siège
Le siège de la communauté de communes est situé à Tantonville.

### Élus
La communauté de communes est administrée par son conseil communautaire, composé pour la mandature 2020-2026 de 70 conseillers municipaux représentant chacune des  communes membres, et répartis en fonction de leur population de la manière suivante :

- 6 délégués pour Vézelise ;

- 4 délégués pour Ceintrey ;

-  3 délégués pour Roville-devant-Bayon ;

- 2 délégués pour  Benney, Diarville, Haroué, Tantonville et Xirocourt ;

- 1 délégué ou son suppléant pour les 47 autres communes.

Au terme des élections municipales de 2020 en Meurthe-et-Moselle, le conseil communautaire renouvelé a élu son nouveau président, Jérôme Klein, maire-adjoint de Gerbécourt-et-Haplemont ainsi que ses 10 vice-présidents, qui sont, en 2024 : 
1. M. Dominique Lemoine, maire-adjoint d'Autrey-sur-Madon ;
2. Mireille Grillet, maire-adjointe de Ceintrey ;
3. Sébastien Daviller, maire de Lemainville ;
4. Patrick Graeffly, maire-adjoint d'Ognéville ;
5. Barbara Thirion, maire-adjointe de Fraisnes-en-Saintois ;
6. Gauthier Brunner, maire-adjoint de Praye ;
7. M. Dominique Huriet, maire-adjoint de Vroncourt
8. Stéphane Colin, maire de Vézelise ;
9. Augustin Leclerc, maire-adjoint de Saxon-Sion ;
10. Marc Francois, maire de Xirocourt.

### Liste des présidents
| Période      | Période      | Identité          | Étiquette | Qualité                                                                  |
| ------------ | ------------ | ----------------- | --------- | ------------------------------------------------------------------------ |
| janvier 2013 | 2014         | Luc Martin        |           | Directeur des affaires publiques à RTE Nancy Maire de Benney (2008-2014) |
| 2014         | juillet 2020 | Dominique Lemoine |           | Premier adjoint au maire d'Autrey-sur-Madon                              |
| 2020         | En cours     | Jérôme Klein      |           | Maire-adjoint de Gerbécourt-et-Haplemont                                 |

### Compétences
L'intercommunalité exerce les compétences que les communes lui ont transférées dans les conditions déterminées par le code général des collectivités territoriales. Il s'agit de :
- Aménagement de l'espace :  actions d'intérêt communautaire ; schéma de cohérence territoriale (SCOT), plan local d'urbanisme (PLU) ;
- Développement économique :  action de développement économique en compatibilité avec le schéma régional de développement économique, d'internationalisation et d'innovation ; zones d'activité ; politique locale du commerce et soutien aux activités commerciales d'intérêt communautaire ; promotion du tourisme, dont la création d'offices de tourisme ;
- Gestion des milieux aquatiques et prévention des inondations (GEMAPI) ;
- Aires d'accueil des gens du voyage et des terrains familiaux locatifs ;
- Toute action visant à réduire et sensibiliser les usagers sur la gestion des déchets ;
- Protection et mise en valeur de l'environnement :  études ; programme "Energies renouvelables et gestion des ressources naturelles" (Sensibilisation des habitants aux techniques de construction écologiques, sensibilisation des habitants, scolaires, entreprises à une gestion raisonnée de l'eau potable, étude sur les systèmes de récupération d'eau de pluie existant, les normes sanitaires en vigueur (arrosage des plantations, lavage du matériel), outils de programmation et d'étude concourant à la sensibilisation et la gestion des ressources naturelles du territoire ; participation à l'élaboration et la gestion de schémas pour la protection des espaces naturels sensibles (membre du comité de gestion de la réserve Naturelle régionale de la vallée de la Moselle Sauvage) ;
- Politique du logement et du cadre de vie : aides à la valorisation et à la sauvegarde des patrimoines communaux, organisation de  la pérennité de la présence d'arbres fruitiers et d'ornement sur le territoire par des aides et des actions de sensibilisation communicative et d'entretien ; outils de programmation visant à pérenniser la présence d'arbres fruitiers ou d'ornement sur l'ensemble du territoire (opération Programmée d'amélioration des Vergers) ; programme local de l'habitat (PLH) (aide à la rénovation et à la création de logements locatifs, ravalement des façades et réfection des toitures (s'il s'agit d'isolation) ; aide à l'équipement de matériels consommateurs d'énergies renouvelables ; aide à l'isolation des habitations (logements privés et communaux, aux gîtes ruraux et chambres d'hôtes), PLH et OPAH... concernant l'ensemble du territoire, aide à l'élimination des ruines dans le cadre d'outils de programmation concertés et d'étude permettant d'améliorer le cadre de vie et l'habitat pour l'ensemble du territoire, aide à l'intégration dans le paysage des bâtiments d'élevage (subventions accordées en partenariat avec le CAUE), organisation d'un concours de fleurissement ;
- Voirie - Déneigement des voies communales te routes départementales ;
- Équipements culturels et sportifs et d'équipement de l'enseignement élémentaire et préélémentaire : étude d'une politique sportive et culturelle ;
- Actions sociales d'intérêt communautaire : favoriser et soutenir l'implantation d'accueil pour personnes âgées ou handicapées (notamment en accordant des garanties d'emprunt) ;
- Coopération inter-communautés ou entre communes ;
- Assainissement : Assainissement autonome et adhésion au Syndicat Départemental d'Assainissement Autonome (SDAA54) ;
- Distribution publique d'énergie électrique et adhésion au syndicat départemental d'Electricité
- Petite enfance  ;
- Soutien aux associations : soutien aux associations et soutien à l'action associative visant à proposer un mode d'accueil des enfants en dehors du temps scolaire (extrascolaire-périscolaire), soutien aux écoles de musique du territoire par convention ;
- Création d'un marché intercommunal de proximité
- Aide à la formation du BAFA
- parc de matériel intercommunal par l'acquisition de matériel mis à la disposition des communes (sonorisation, chapiteau, tables, chaises, ...)
- Fourrière animale

### Régime fiscal et budget
La communauté de communes est un établissement public de coopération intercommunale à fiscalité propre.
Afin de financer l'exercice de ses compétences, la communauté de communes perçoit une fiscalité additionnelle aux impôts locaux des communes, sans fiscalité professionnelle de zone (FPZ ) et sans fiscalité professionnelle sur les éoliennes (FPE).
Elle collecte également la redevance d'enlèvement des ordures ménagères (REOM), qui finance ce service public.

## Projets et réalisations
Conformément aux dispositions légales, une communauté de communes a pour objet d'associer des « communes au sein d'un espace de solidarité, en vue de l'élaboration d'un projet commun de développement et d'aménagement de l'espace ».